# 佐竹義堅 (久保田新田藩主)
佐竹 義堅（さたけ よしかた）は、江戸時代中期の大名。通称は主膳。出羽国久保田新田藩の第2代藩主。出羽久保田藩世嗣。佐竹式部少輔家3代。官位は従四位下・修理大夫。

## 経歴
元禄5年（1692年）、久保田新田藩初代藩主・佐竹義都の長男として誕生。生母は石川氏。幼名は福寿丸。
元禄15年（1702年）10月15日、5代将軍・徳川綱吉に御目見する。享保5年（1720年）11月27日、父・義都の隠居により、家督を相続する。同年12月18日、従五位下豊前守に叙任される。享保6年（1721年）、駿府加番を命じられる。享保17年（1732年）5月9日、本家である出羽国久保田藩主・佐竹義峯の養子となり、1万石は久保田藩に還付する。同年5月11日、修理大夫と改称する。同年12月16日、従四位下に昇進する。寛保2年（1742年）2月4日、家督を相続することなく、養父・義峯に先立ち死去する。その後、久保田藩主には実子・義真が就いた。

## 系譜
- 父：佐竹義都
- 母：石川氏
- 正室：美代 - 有馬則維の養女、谷照憑の娘
- 室：野口氏
  - 長男：佐竹義真（1732-1753） - 佐竹義峯の養子
- 生母不明の子女
  - 女子：